# Кугаївці
Куга́ївці — село в Україні, у Чемеровецькій селищній громаді Кам'янець-Подільського району Хмельницької області.

## Географія
Подільське село Кугаївці розташоване на подільській височині у долині річки Жванчик, в південно-західній частині України, за 35 кілометрів автошляхами від міста Кам'янець-Подільський та за 6,5 кілометрів від Чемерівців. Через поселення проходить шосе Р48.

### Клімат
Кугаївці знаходяться в межах вологого континентального клімату із теплим літом, у так званому «теплому Поділлі», тут весна настає на 2 тижні раніше. Але діяльність людини досить часто призводить до екоциду, поганих змін та глобального потепління. Рівень наповнення річок водою по області становить лише 20 % від необхідного стандарту, значна частина земної поверхні стає посушливою. Для покращення ситуації варто було б проводити ревайлдинг, відновлювати екосистеми та лісові насадження.

## Історія

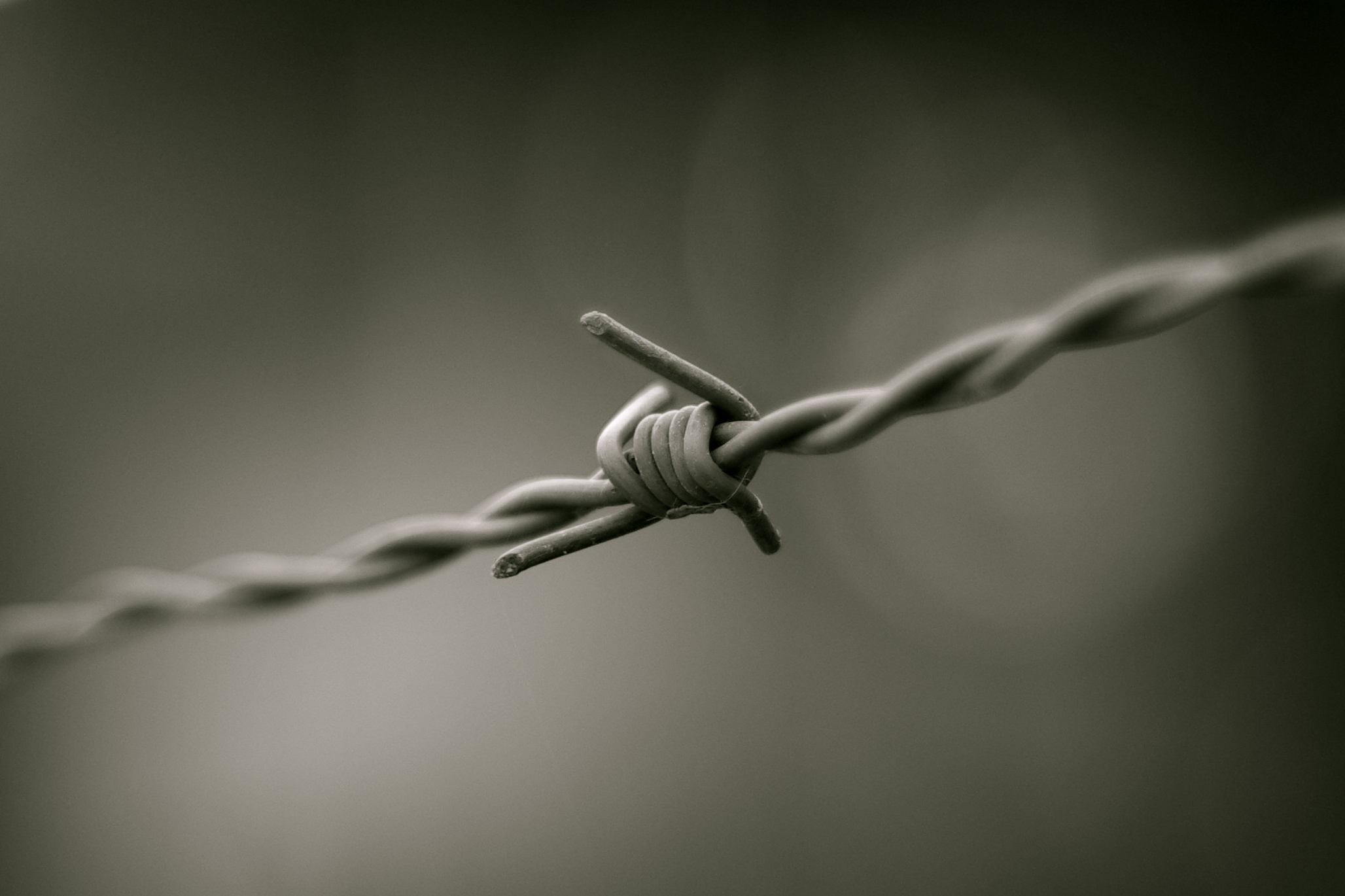
[http://www.reabit.org.ua/nbr/?st=3®ion=&ss=Рудківці&logic=or&f1_type=begins&f1_str=&f2_type=begins&f2_str=&f3_type=begins&f3_str=&f4_from=&f4_till=&f7%5B%5D=all&f14%5B%5D=all#list Національний банк репресованих

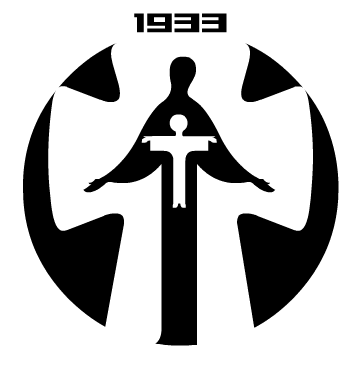
[https://victimsholodomor.org.ua/khmelnytsky/easytable/25-peoples-new.html?start=300 Список жертв Голодомору, Хмельницька область

Поблизу села були виявлені залишки поселень трипільської культури та поховання доби ранньої бронзової доби.
Згадується село 23 жовтня 1447 року в книгах галицького суду.
Наступна згадка в історичних документах про Кугаївці 1530 року. Тоді село належало Гербурту, старості Барському.
Ще з ХVІ століття село Кугаївці складалося із таких частин: Варшава, Королівка, Раки.
В XVIII столітті ним володіли родини: Кроковські та Потоцькі.
У 1746—1748 роках церква була невелика, убога, дах місцями прогнилий, критий соломою. У 1757 році збудована нова церква, дерев'яна, однокупольна. В кінці XVIII століття збудована вже кам'яна церква. В 1867 році був зроблений капітальний ремонт на кошти казни. Після реконструкції церква стала досить просторою розміром 23,5 м х 8,5 м.
У ХІХ столітті Кугаївцями володіють поміщики: Білинські, Чайковські, Чирські. 
Селяни були звільнені від кріпосного права в 1861 році. На честь цієї події в багатьох селах Поділля на в'їздах встановлювали пам'ятні фігури, такі збереглись в селах: Нігин, Черче. Ця традиція помаленьку відновлюється, встановлюються статуї Божої Матері чи інші фігури.
1863 року селяни втрачають можливість користуватись рідною мовою, видано таємне розпорядження — Валуєвський циркуляр, що наказував призупинити видання значної частини книг, написаних українською мовою, а згодом доповнено Емським указом.
З 1893 року в селі почала працювати церковно-приходська школа.
Кугаївчани були учасники бойових дій на фронтах першої світової війни. Восени 1915 року російські імперські війська під натиском австрійських військ відходили з Галичини та Буковини. І саме в цей період вони закріпились, на лінії Кам’янець-Подільський - Тернопіль - Кременець - Дубно. Кугаївці входили до території, окупованих російськими імперськими військами.
Внаслідок поразки Перших визвольних змагань на початку XX століття, село надовго окуповане російсько-більшовицькими загарбниками.
Радянська окупація принесла колективізацію та розкуркулення, мешканці села зазнали репресій. Старожили села згадують, що у сімей, які потрапляли під розкуркулення, конфісковувалось і передавалась у колгосп вся власність: худоба, реманент, будівлі. Все це супроводжувалось погрозами, розправами. Багатьох частинах Поділля відбувались масові селянські повстання, проти радянської влади.
В 1932–1933 селяни села пережили Голодомор. Ось імена, які вдалось встановити, тих жителів Кугаєвець, що стали жертвами голоду 1933 року: Атаманчух Дмитро, Гураль Горпина, Голик Григорій, Великий, Заклевський (Із свідчень Глошанчука Григорія Івановича 1906 року народження, жителя села Кугаєвець).
Роки Великого терору 1936-1937 вбито осіб різних національностей і професій, багато людей було виселлено як сім'ї «ворогів народу». В селі були утворені групи активістів, які знаходили нових «ворогів народу» навіть серед своїх друзів, а то й родичів. 
За радянської окупації в селі діяв колгосп, який за видатні успіхи у 1940 році був занесений до Почесної книги Всесоюзної сільськогосподарської виставки.
По закінченню Другої світової війни у 1946—1947 роках мешканці села вчергове пережили голод.
З 24 серпня 1991 року в складі незалежної України.
15 вересня 2016 року шляхом об'єднання сільських територіальних громад, село увійшло до складу Чемеровецької селищної громади. Об'єднання в громаду має створити умови для формування ефективної і відповідальної місцевої влади, яка зможе забезпечити комфортне та безпечне середовище для проживання людей.
До адміністративної реформи 19 липня 2020 року село належало до Чемеровецького району, після його ліквідації, увійшло до складу Кам'янець-Подільського району.

## Населення
На 1916 рік у селі було 350 дворів з населенням 2119 чоловік.
Населення села Кугаївці становило 1647 осіб на 2001 рік.

### Мова
У селі поширені західноподільська говірка та південноподільська говірка, що відносяться до подільського говору, який належить до південно-західного наріччя.
100 % населення вказало своєю рідною мовою українську мову за даними перепису 2001 року.

## Освіта
У селі функціонує загальноосвітня школа І-ІІІ ступенів.

## Релігія
- Церква Зачаття Праведної Анни (ПЦУ)

## Постаті

### Уродженці
- Кухар Андрій Анатолійович (1987—2014) — капітан Збройних сил України, учасник російсько-української війни.
- Співак Володимир Григорович (нар. 1958) — український диригент, народний артист України (2019).
- Богатир Ігор Ігорович — український військовослужбовець, учасник російсько-української війна[5].

## Світлини

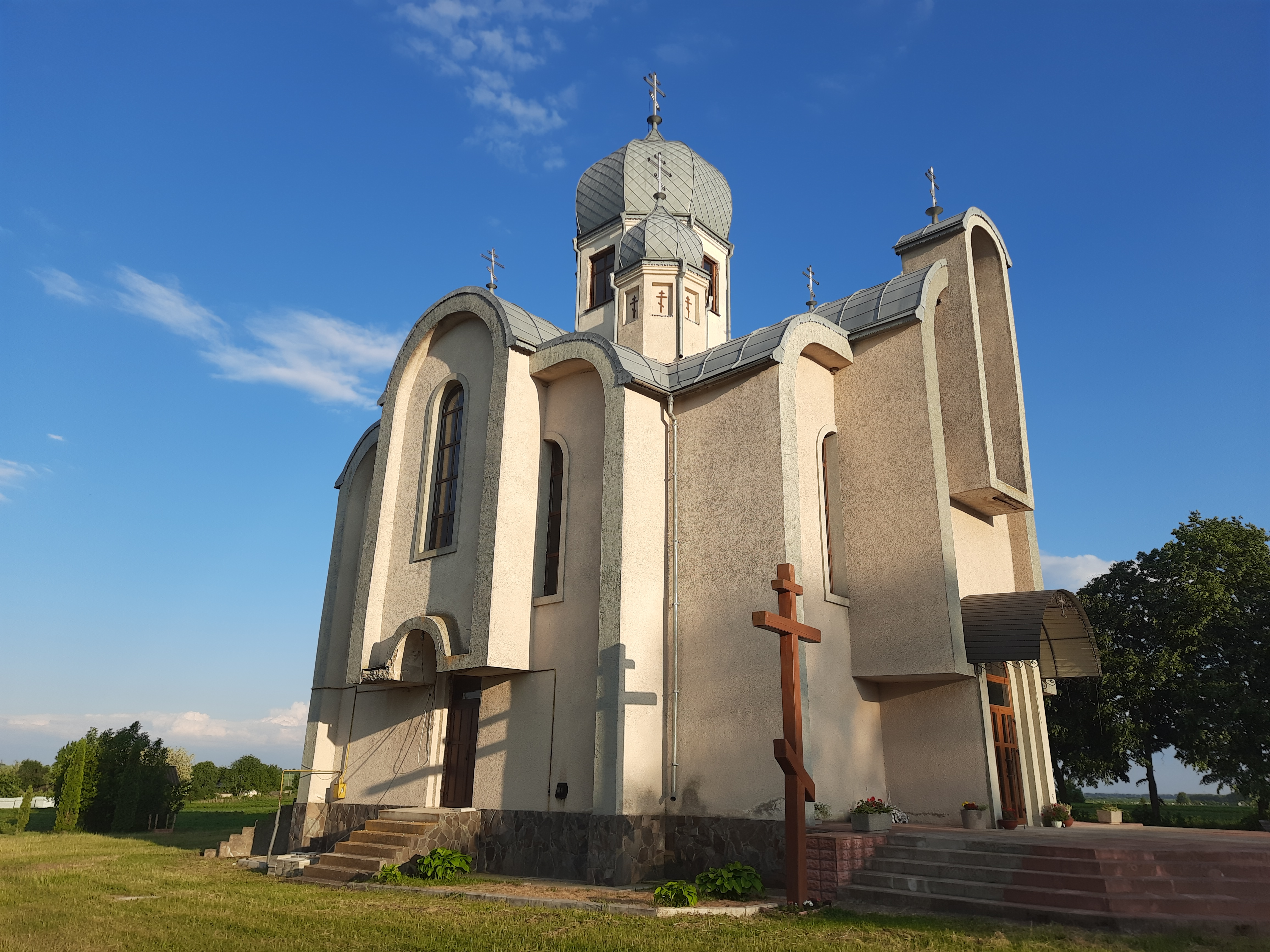
Церква Зачаття Праведної Анни
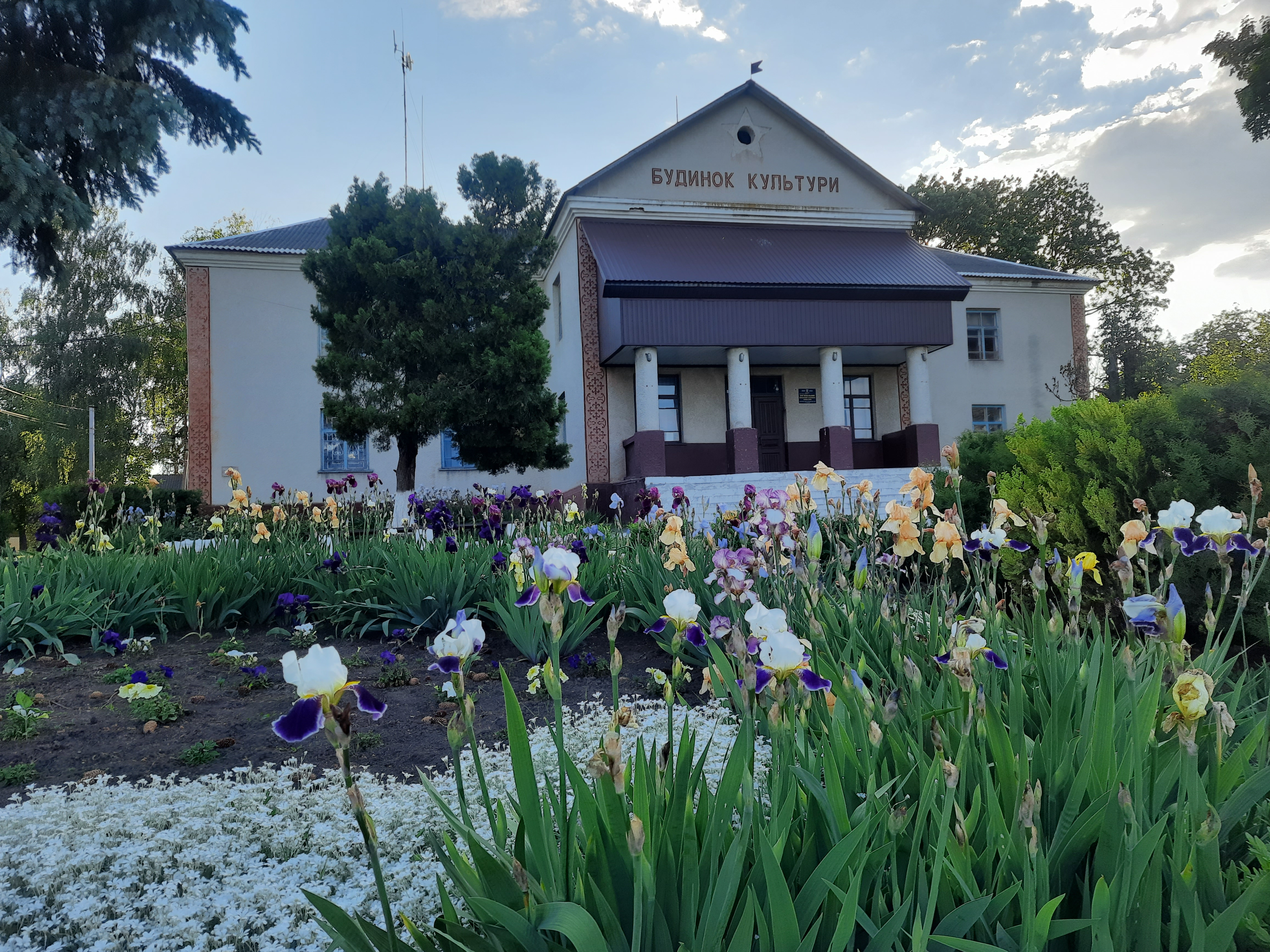
Будинок культури
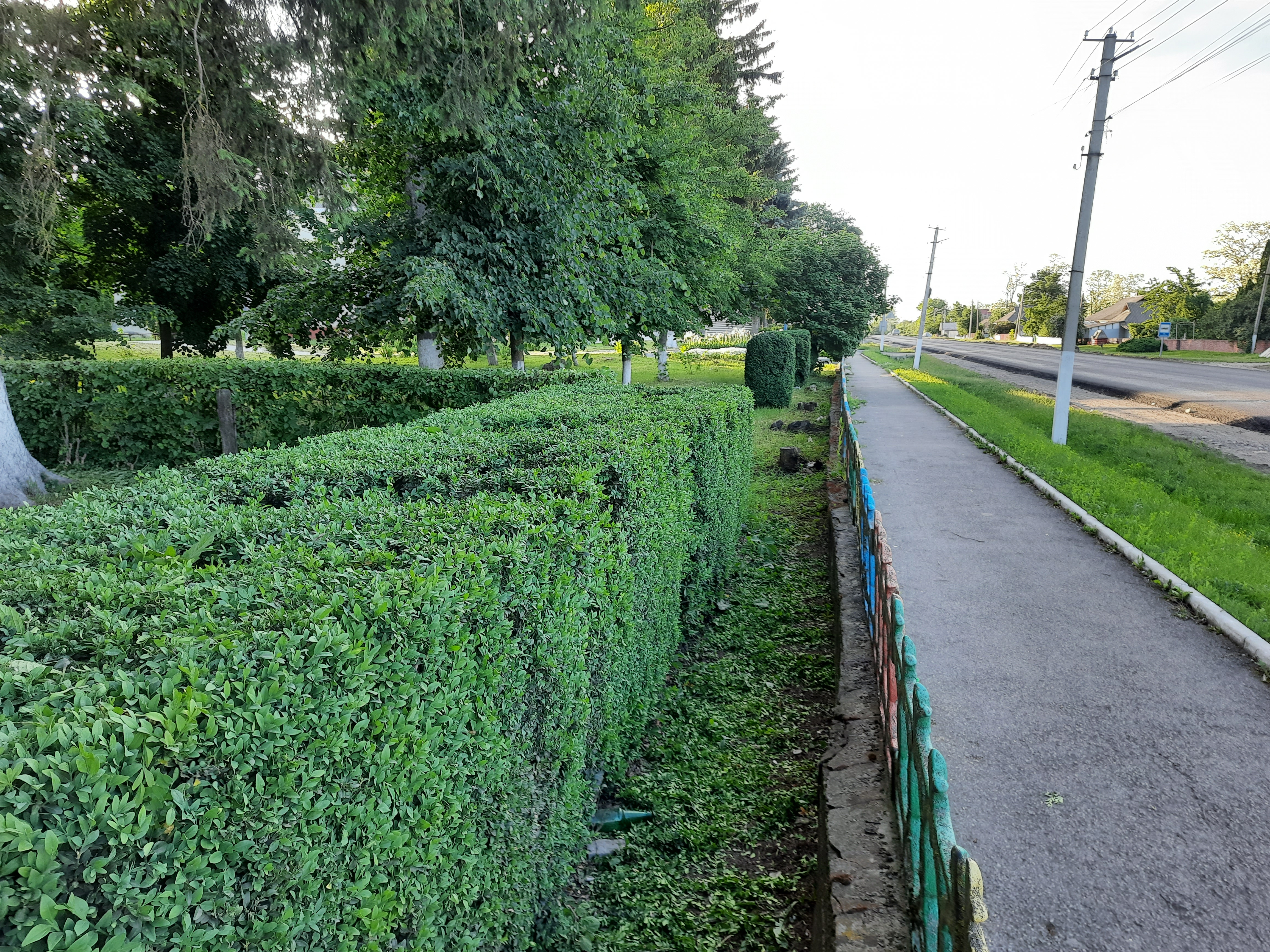
Центральна вулиця
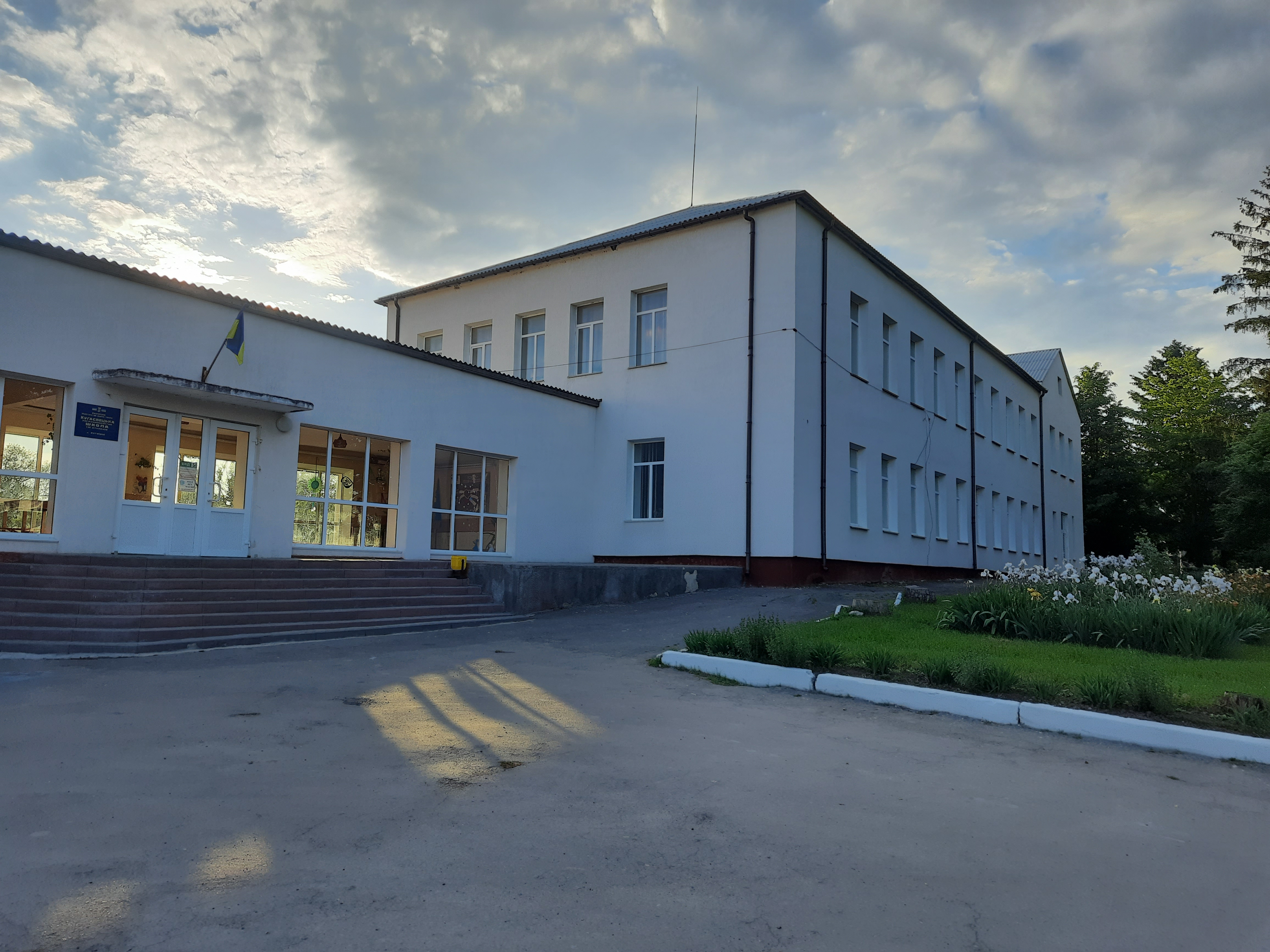
Школа
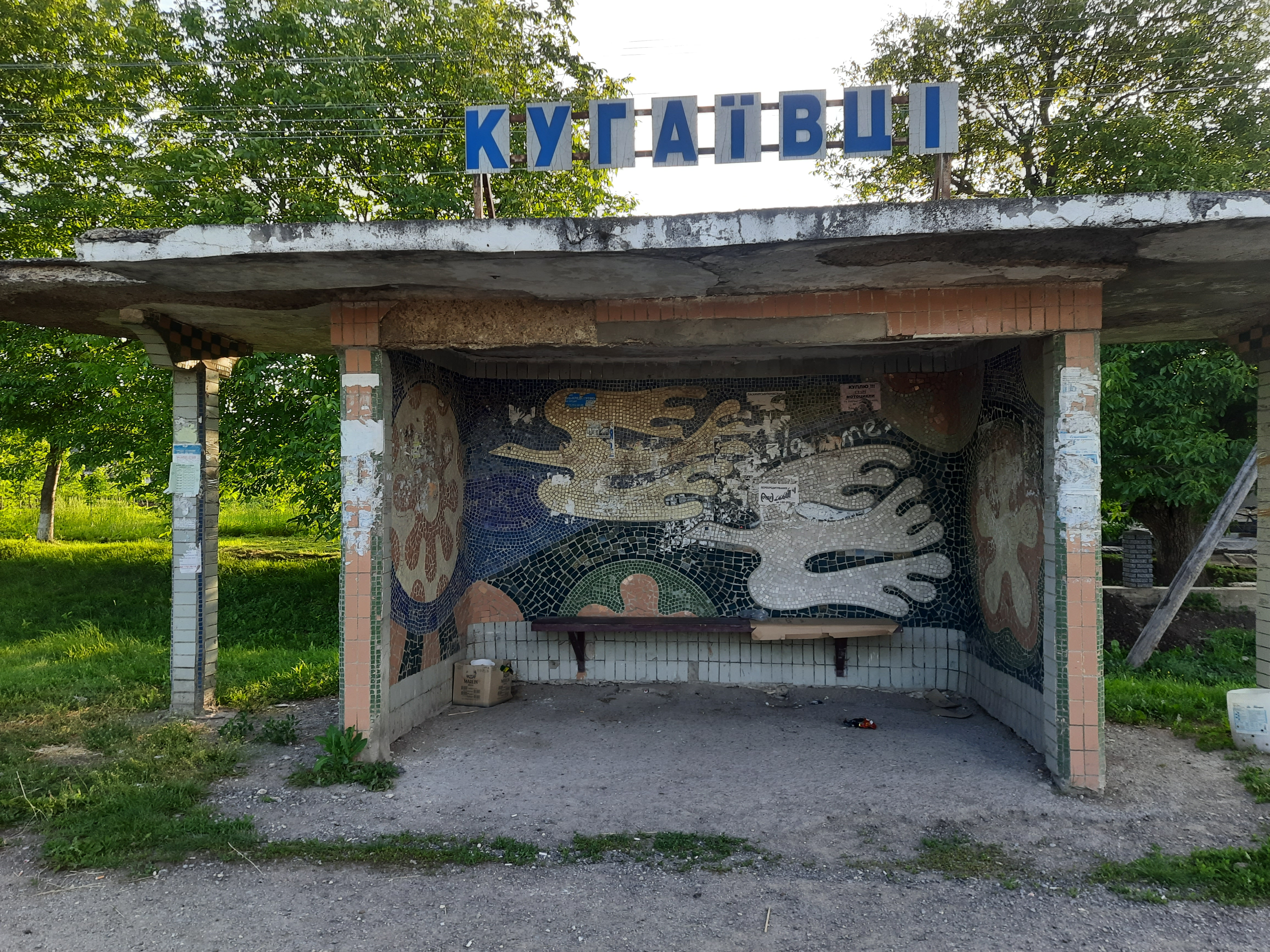
Автобусна зупинка
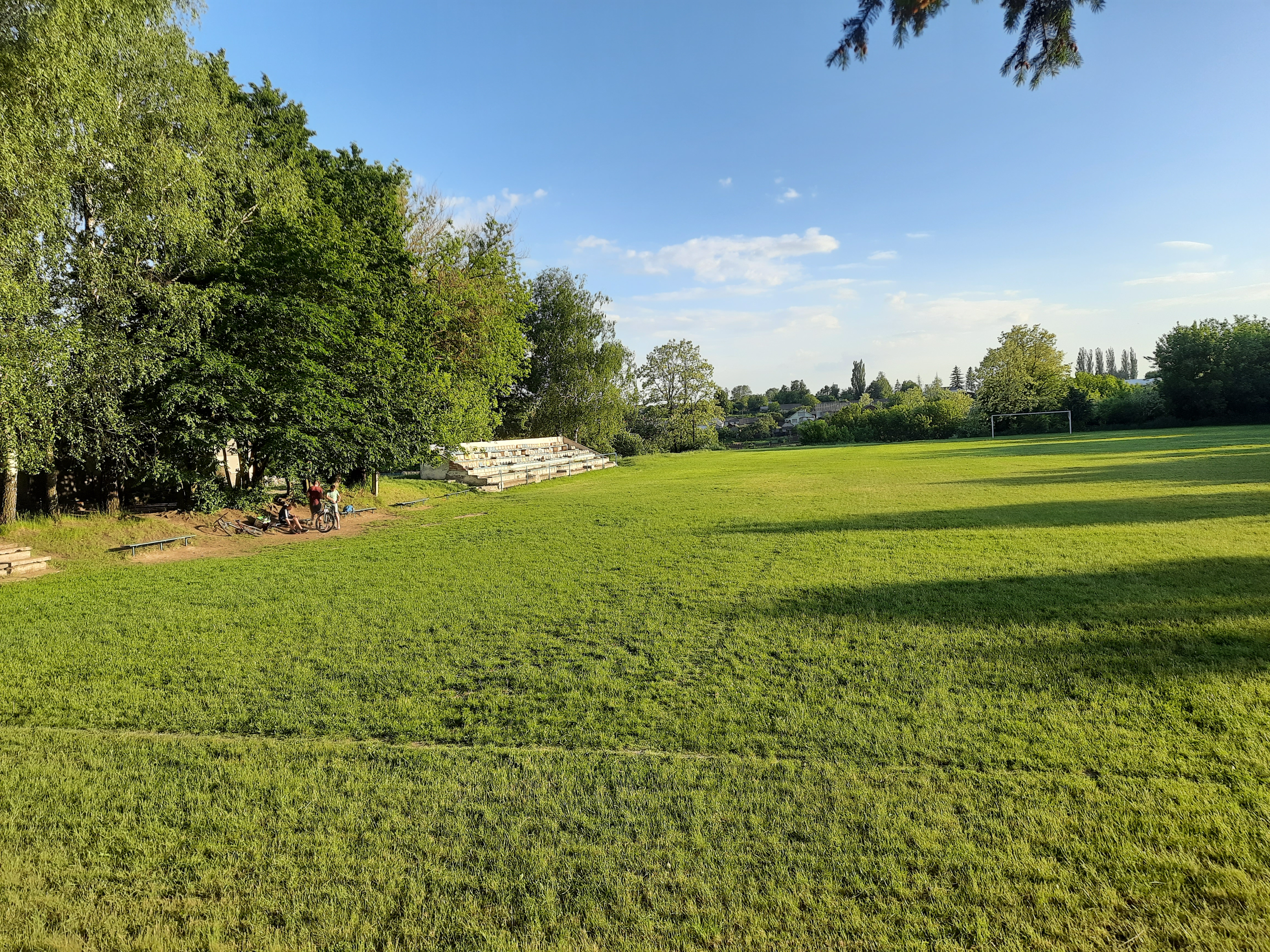
Стадіон
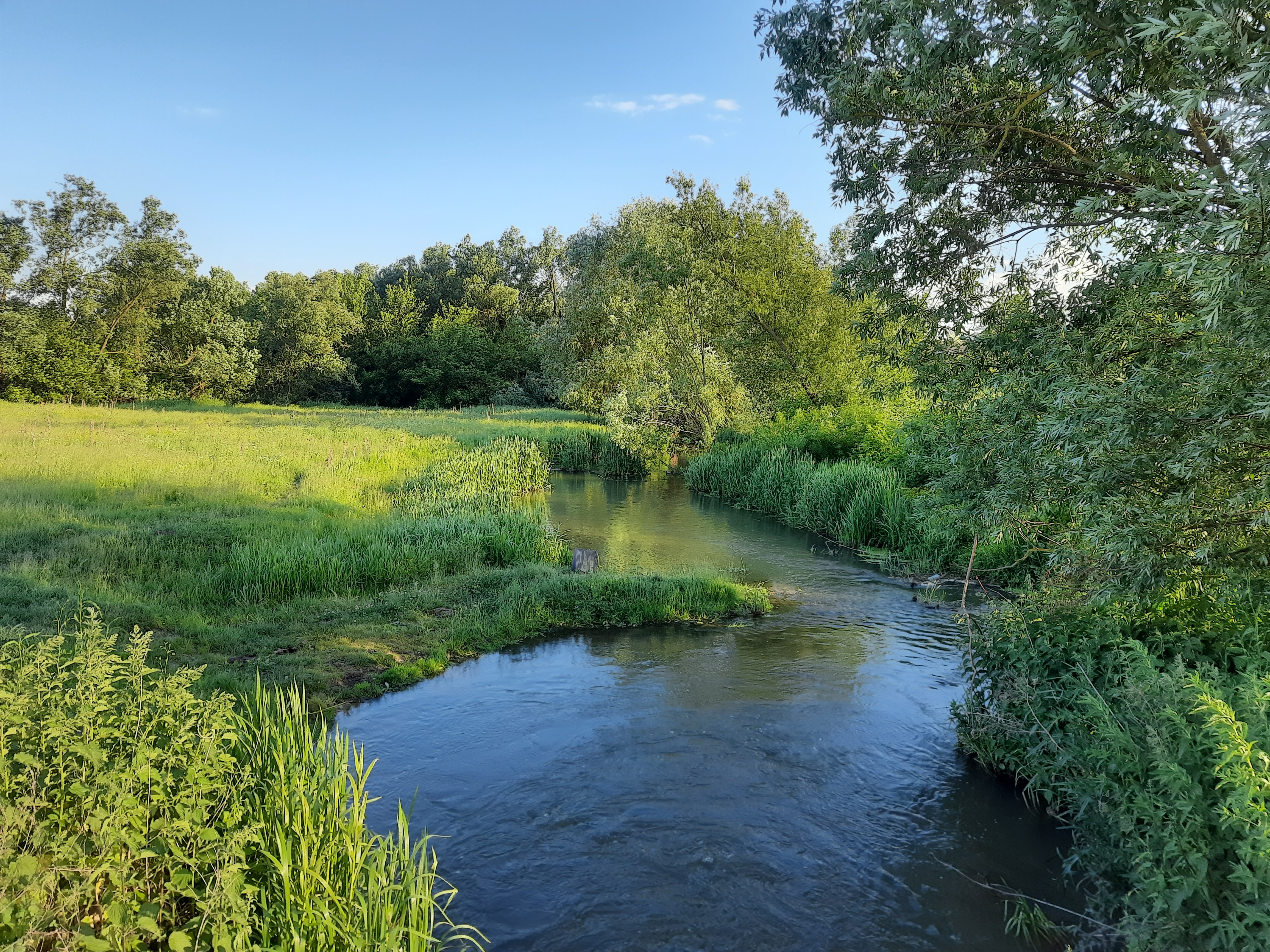
Річка Жванчик біля села